# Beauficel
Beauficel ist eine französische Gemeinde mit 119 Einwohnern (Stand: 1. Januar 2022) im Département Manche in der Region Normandie. Sie gehört zum Arrondissement Avranches und zum Kanton Le Mortainais. 
Sie grenzt im Norden an Gathemo, im Osten an Sourdeval mit Vengeons und Sourdeval, im Süden an Brouains und im Westen an Perriers-en-Beauficel.

## Bevölkerungsentwicklung
| Jahr      | 1962 | 1968 | 1975 | 1982 | 1990 | 1999 | 2008 | 2018 |
| --------- | ---- | ---- | ---- | ---- | ---- | ---- | ---- | ---- |
| Einwohner | 290  | 293  | 243  | 225  | 175  | 163  | 164  | 126  |

## Sehenswürdigkeiten

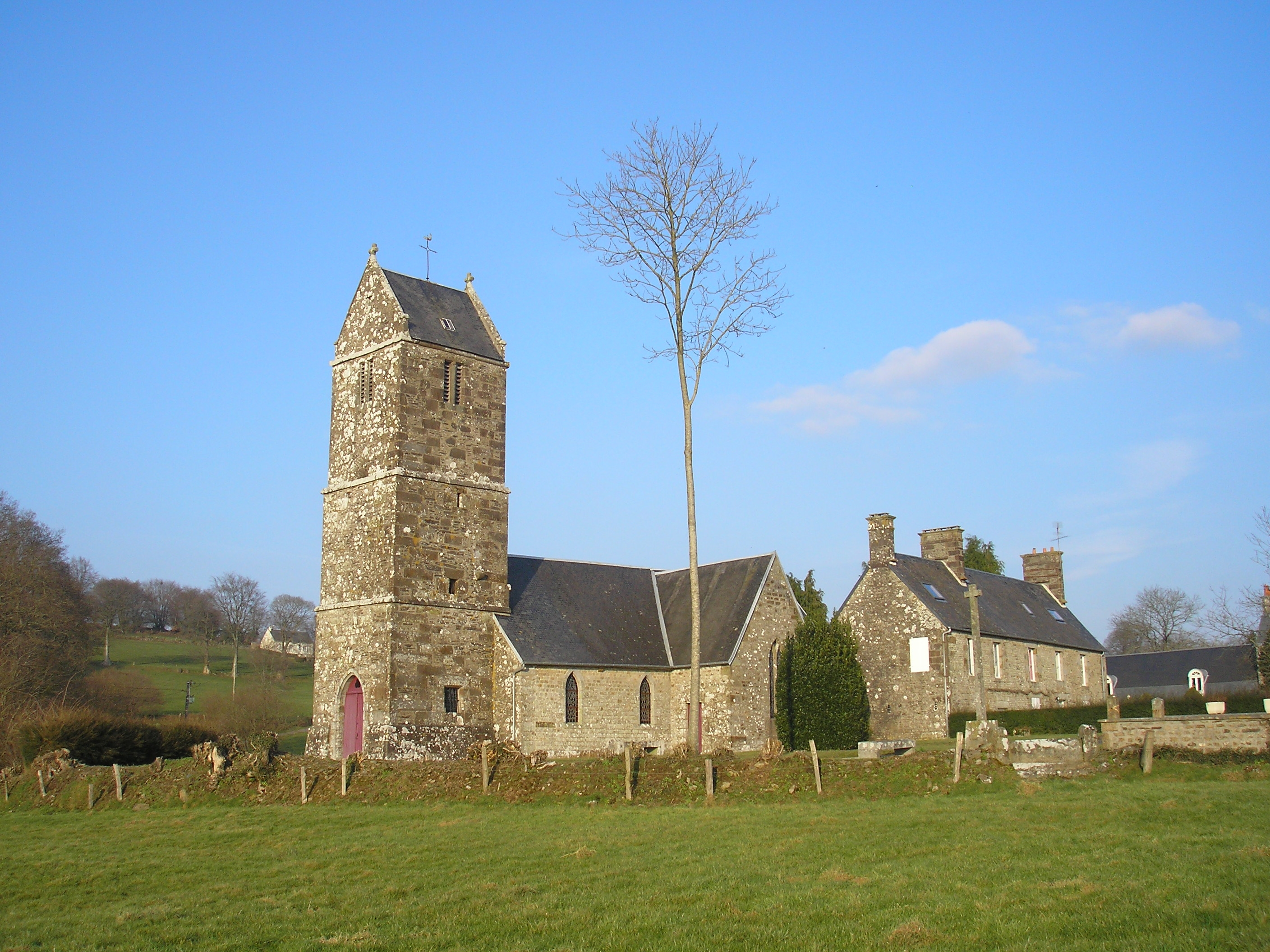
Kirche Saint-Pierre

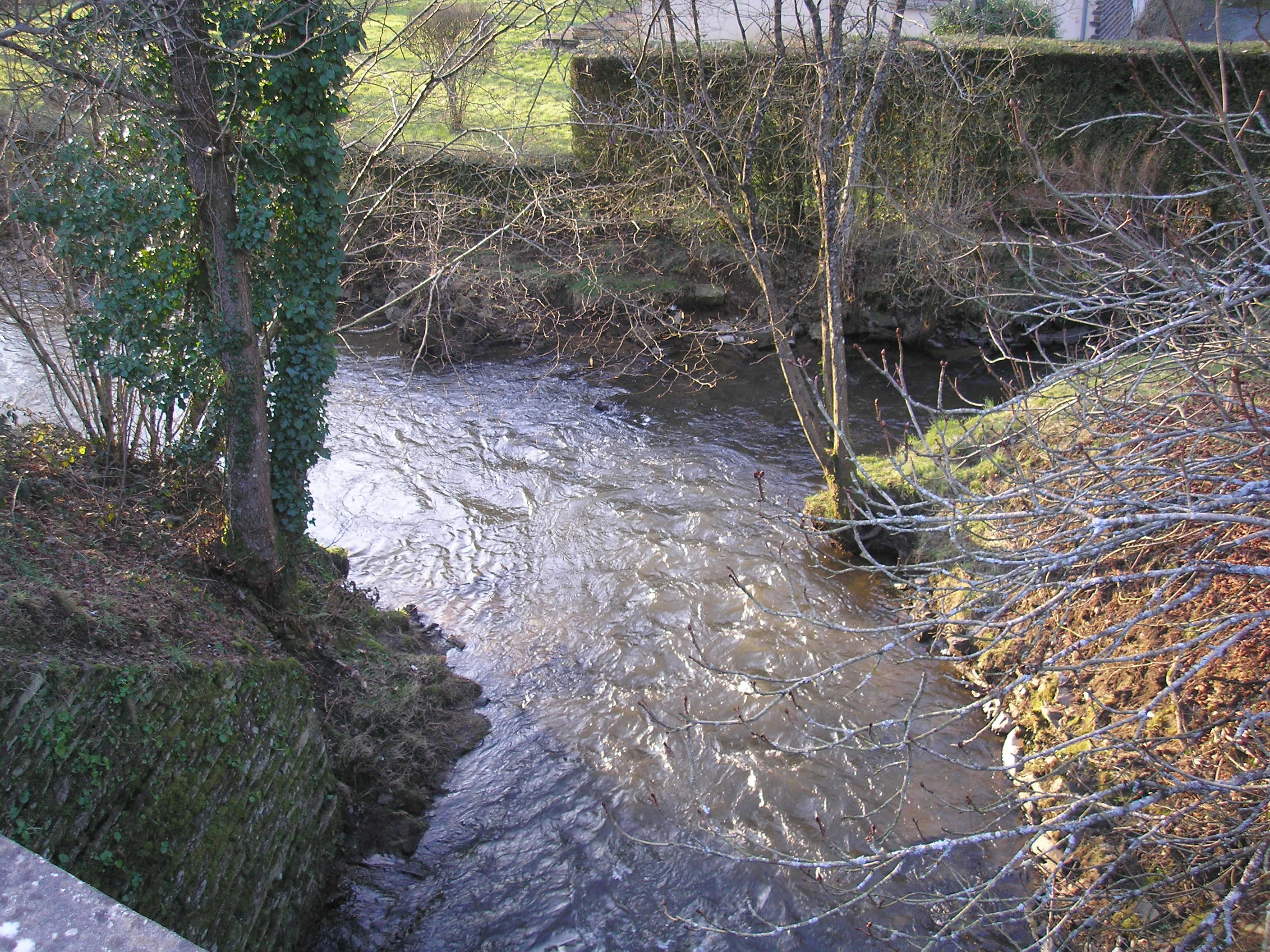
Die Sée bildet die Grenze zu Brouains

- Kirche Saint-Pierre